# Rue Leclerc
La rue Leclerc est une voie située dans le quartier du Montparnasse du 14e arrondissement de Paris, en France.

## Situation et accès
Cette rue de moins de 100 mètres relie le boulevard Saint-Jacques à la place de l'Île-de-Sein. Son bâti comprend des bâtiments haussmanniens et des constructions plus récentes telles le collège Saint-Exupéry que cette voie longe en partie.
La rue Leclerc est accessible par la ligne 6 à la station Saint-Jacques où par le RER B station Denfert-Rochereau .

## Origine du nom
La rue tire son nom de celui d'un ancien  propriétaire.

## Historique
Cette rue, ouverte vers 1780 sous son nom actuel, a été réduite lors de la construction d'écoles municipales.

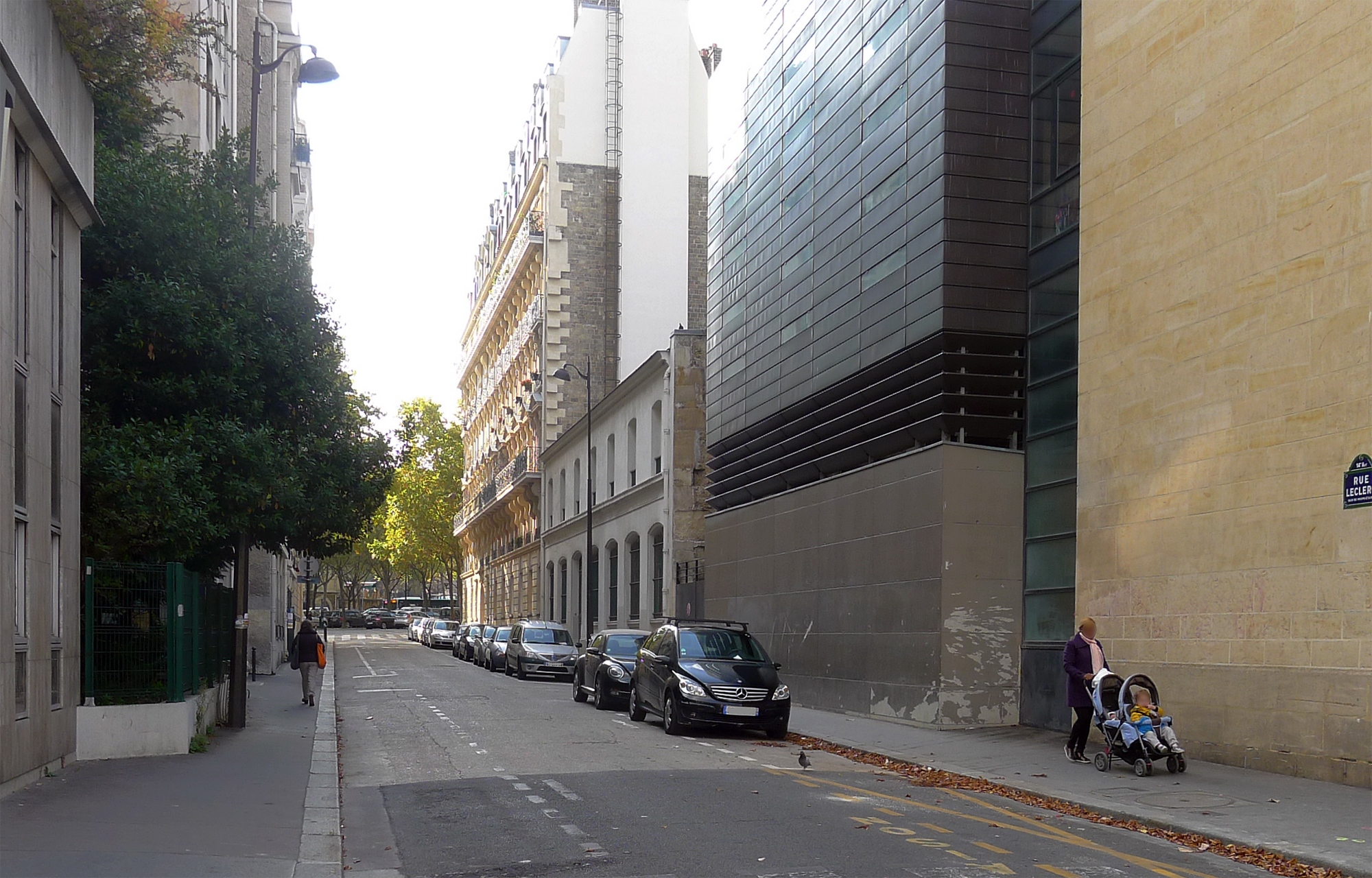
Rue vue depuis la place de l'Île-de-Sein.

## Bâtiments remarquables et lieux de mémoire
- Le sculpteur espagnol Julio González habita et eut un atelier dans cette rue de 1916 à 1921

.
- Au no 1, le peintre Louis Bouquet vint s'installer à cette adresse après le décès de son épouse en 1919. À cette même adresse vécut, jusqu'à sa mort, l'écrivain et critique de cinéma Léon Moussinac (1890-1964)[3].
- Au no 6 vécut, de 1907 à 1919, Milan Rastislav Štefánik, cofondateur de la République tchécoslovaque[3].

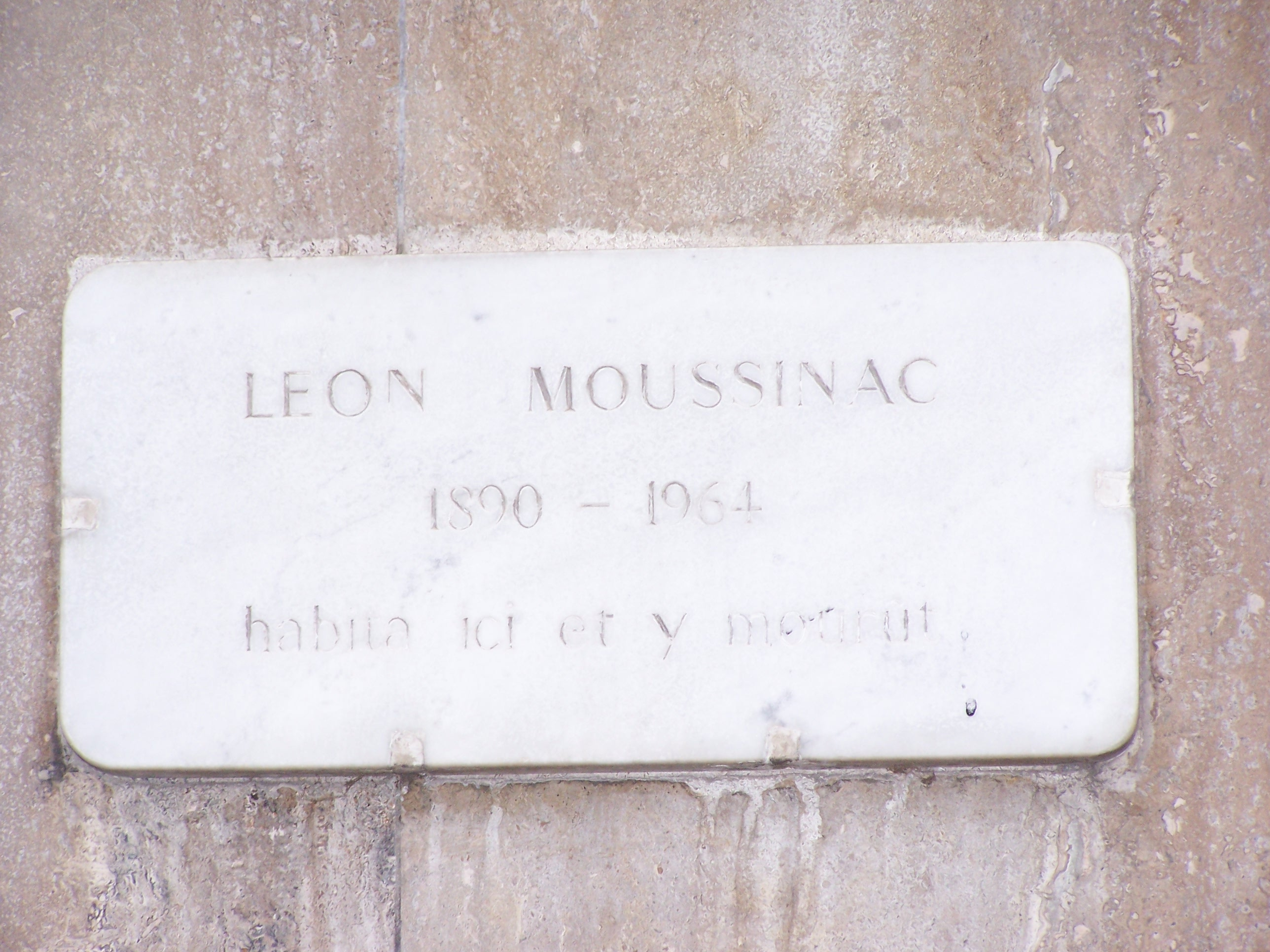
Plaque au no 1 où vécut et mourut Léon Moussinac
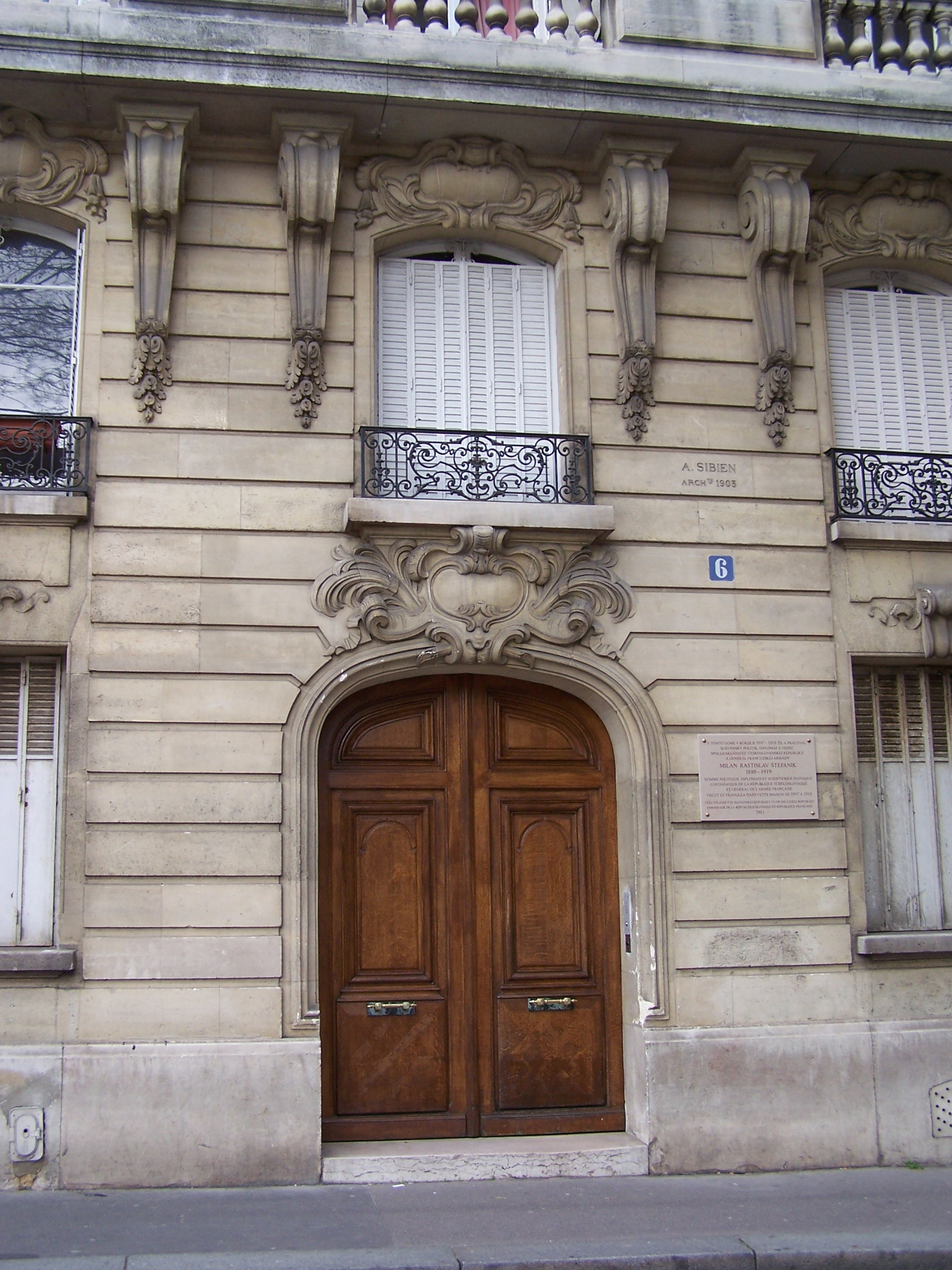
Immeuble au no 6 où vécut Milan Rastislav Štefánik.
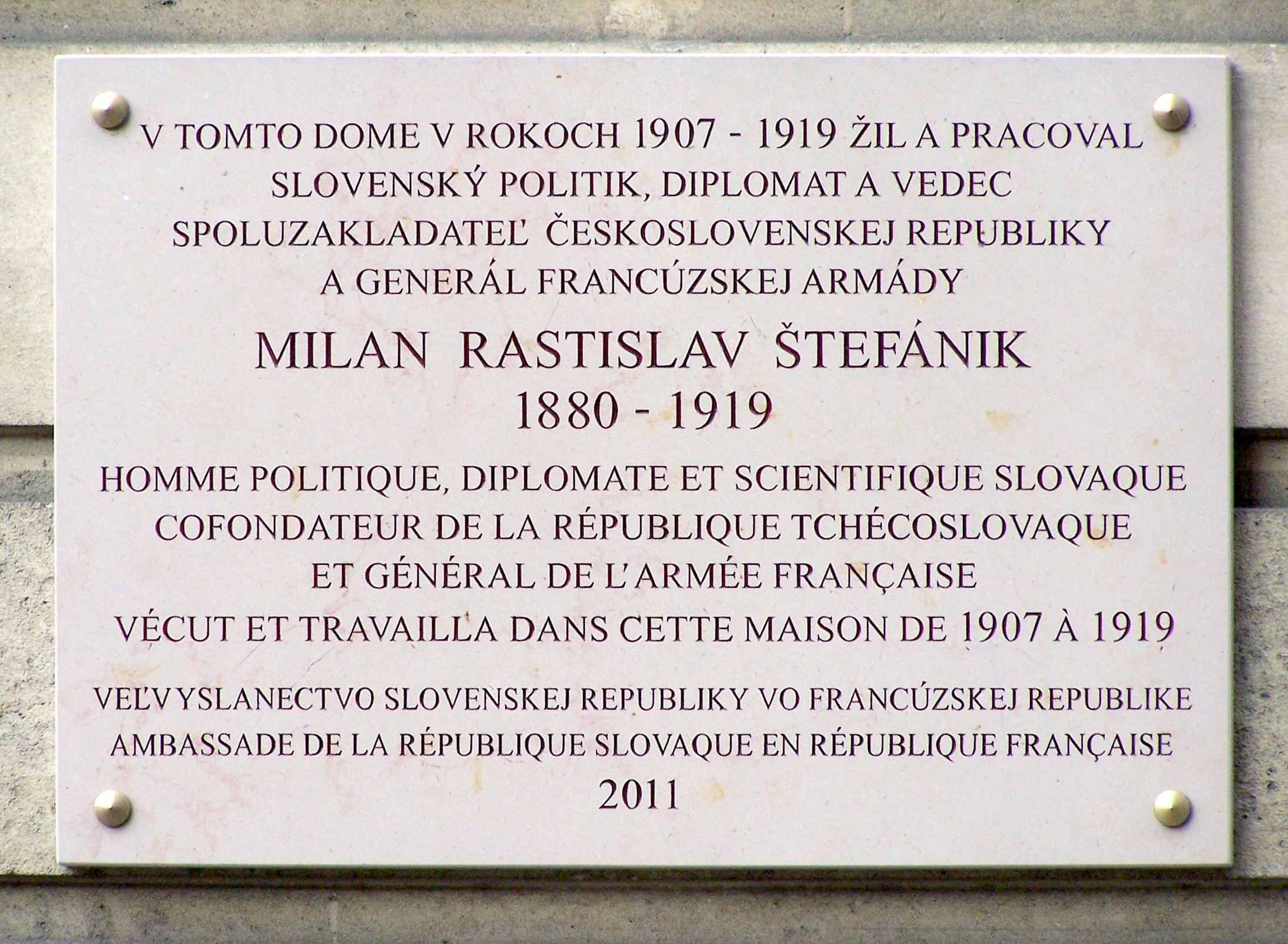
Plaque commémorative Milan Rastislav Štefánik.